# Zsámboki László
Zsámboki László (Kunszentmiklós, 1935 – Miskolc, 2012. január 25.) könyvtáros, a Miskolci Egyetem Központi Könyvtárának főigazgatója, a Selmeci Műemlékkönyvtár kialakítója, vezetője.

## Munkássága
Zsámboki László 1959-ben jogi, majd 1965-ben könyvtárosi diplomát szerzett. 1956-ban részt vett a fővárosi forradalmi eseményekben (a Magyar Rádiónál és a Parlamentnél), és könnyebben megsebesült. Ezután kőművesként, ácsként és szobafestőként dolgozott. 1959-től két évig a Nehézipari Műszaki Egyetem Központi Könyvtára tudományos munkatársa volt, majd 1961-ben a Kohómérnöki Kar dékáni hivatalának titkára, illetve hivatalvezetője lett. 1969-ben, az új könyvtárépület átadásakor tudományos főmunkatársként tért vissza a könyvtárba. A dékáni hivatalban folyó munkája során ismerkedett meg a kar, illetve az egyetem neves professzoraival, akik visszaemlékeztek a selmeci múltra, és ennek nyomán kezdett érdeklődni ő is a Selmeci Akadémia története iránt. Munkásságára a legnagyobb hatással Gyulay Zoltán professzor volt, aki maga is gondozta és kutatta a selmeci múltat, annak emlékeit. Amikor a soproni és a miskolci egyetem megegyezett a Sopronban tárolt selmeci könyvtár megosztásáról, a Miskolcra került anyagot Zsámboki László vette kezelésbe, és az új könyvtárépület kiállítótermében berendezett Selmeci Műemlékkönyvtár elrendezése az ő keze nyomát viseli. Tudományos alapossággal dolgozta fel a könyvtár anyagát, és az erről szóló összefoglaló művét (A Selmeci Műemlékkönyvtár) 1976-ban jelentette meg. A könyv 1978-ban németül is megjelent (Die Schemnitzer Gedenkbibliothek von Miskolc in Ungarn).
A muzeális könyvtár feldolgozása során érdeklődése kiterjedt az egyetemtörténet feldolgozására is, amit számos megjelent egyetemtörténeti, tudománytörténeti és könyvtártörténeti tanulmánya jelzett. 1982-ben kezdeményezte levéltár létrehozását az egyetemen és ennek érdekében a Selmeci Akadémia legfontosabb iratainak Miskolcra hozatalát. Az Egyetemi Levéltár a Központi Könyvtár keretén belül jött létre, és első vezetője Zsámboki László lett. A levéltári gyűjtemény ezt követően fokozatosan bővült az egyetem egységeinek öt évnél régebbi iratanyagával, illetve bekerültek az egykori professzorok hagyatékai is. Emiatt 1963-ban megalakult a Különgyűjtemények Osztálya, ami az egyetemtörténeti gyűjteményt tartalmazta. Ennek eredményeként szorgalmazta az Egyetemi Múzeum megalakítását, amely végül  1986-ban valósult meg. Az e téren folytatott munkássága nyomán, a bánya- és kohómérnök-képzés 250 éves évfordulóján, 1985-ben új, forrásértékű művel jelentkezett, a Selmectől Miskolcig 1735–1985 című könyvvel. Az 1980-as években elindította a magyar bányászattörténettel foglalkozó tanulmányainak sorát, és emellett az Országos Magyar Bányászati és Kohászati Egyesület történetét is feldolgozta. 1996-tól lett a Könyvtár, Levéltár, Múzeum nevet felvevő intézmény főigazgatója, és ezt a funkciót 2005-ig töltötte be. 2002-ben közös megállapodást hozott tető alá több magyarországi, szlovákiai és ausztriai felsőoktatási intézmény részvételével, ami a selmecbányai akadémia tényleges és szellemi örökösei közös múltjának együttes megbecsülésére jött létre. Közben kutatta és közzé tette a régi, neves selmeci professzorok életrajzát, elindította és szerkesztette a Közlemények a magyarországi ásványi nyersanyagok történetéből és A bányászat, kohászat és földtan klasszikusai című sorozatokat. Kutatói tevékenységét nyugdíjba vonulása után is folytatta – címzetes könyvtári főigazgatóként.
Munkásságát számos elismerés kísérte: 1986-ban megkapta a Szabó Ervin-emlékérmet, 2003-ban az Országos Magyar Bányászati és Kohászati Egyesület aranygyűrűs tiszteleti tagja lett, a Miskolci Egyetem a Signum Aureum Universitatis éremmel tüntette ki, Selmecbánya pedig a város ezüstérmét és díszfokosát adományozta számára. Emellett megkapta a Debreceni Márton-, a Delius Christoph T.- és a Mikoviny Sámuel- egyesületi emlékérmet is.
Miskolcon hunyt el 2012. január 25-én. Helyi búcsúztatása február 3-án a Deszkatemplomban volt, de hamvait február 7-én Kunszentmiklóson, a Felszegi temető családi sírboltjában helyezték örök nyugalomra.

## Műveiből
- Zsámboki László: A Selmeci Műemlékkönyvtár. Miskolc: Nehézipari Műszaki Egyetem Központi Könyvtára. 1976.  ISBN 9630105578
- Zsámboki László: Die Schemnitzer Gedenkbibliothek von Miskolc in Ungarn. Miskolc: Borsod m. Nyomdaipari Vállalat. 1978.  ISBN 9630116308
- Zsámboki László:  Agricola-első kiadások a Selmeci Műemlékkönyvtárban.  Bányászati és kohászati lapok. Kohászat,  CXV. évf.  5. sz. (1982)   216–217. o.
- Zsámboki László: A Selmeci Bányászati és Erdészeti Akadémia oktatóinak rövid életrajza és szakirodalmi munkássága, 1735-1918. Miskolc: Nehézipari Műszaki Egyetem. 1983.
- Tar Sándor – Zsámboki László: Selmectől Miskolcig, 1735-1985. Zsámboki László (szerk.). Miskolc: Nehézipari Műszaki Egyetem. 1985.  ISBN 9636610061
- Hiller István – Zsámboki László – Zsidai József: A műszaki felsőoktatás első könyvtára Magyarországon, 1735-1985: Selmecbánya, Sopron, Miskolc. Miskolc: Nehézipari Műszaki Egyetem. 1989.  = A Nehézipari Műszaki Egyetem Központi Könyvtárának kiadványai,  23. ISBN 9636611653
- Zsámboki László: Gondolatok a bányászati és kohászati tudomány és szakirodalom 16. századi kibontakozásáról. In  Agricola évszázada. Zsámboki László (szerk.). Miskolc: Miskolci Egyetem Bányamérnöki Kara, Kohómérnöki Kara stb. 1994.
- Zsámboki László:  Bepillantás a Selmeci Műemlékkönyvtárba.  Bányászati és kohászati lapok. Kohászat,  CXXVIII. évf.  4–5. sz. (1995)   176–178. o.
- Zsámboki László: Selmeci ezüst, körmöci arany: Válogatott tanulmányok a szerző születésének 70. évfordulója tiszteletére. Rudabánya-Miskolc: Érc- és Ásványbányászati Múzeum stb. 2005.  ISBN 9638657553
- Zsámboki László: Selmecről indultunk, 1735-1949: Az akadémiai szintű műszaki felsőoktatás magyarországi megindításának 250. évfordulójára. Miskolc: Miskolci Egyetem. 2012.